# Aéroport de Boun Neua
L'aéroport de Aéroport de Boun Neua, (code IATA : PCQ • code OACI : VLFL) est un aéroport national et international desservant la ville de Phongsaly, au Laos.

## Situation
| Vientiane Savannakhet Paksé Luang Prabang Houei Sai Louang Namtha Oudomxay Phongsali Phonsavan Sayaboury |